# Levizonus thaumasius
Levizonus thaumasius är en mångfotingart som beskrevs av Carl Graf Attems 1898. Levizonus thaumasius ingår i släktet Levizonus och familjen Xystodesmidae. Inga underarter finns listade i Catalogue of Life.